# Taça de Angola de Hóquei em Patins de 2014
A Taça de Angola de Hóquei em Patins é a segunda maior competição de hóquei em patins em Angola, e é disputada por todos os clubes Angolanos.

## Pré-Eliminatória
| Equipe 1        | Total | Equipe 2                  | 1.º jogo | 2.º jogo |
| --------------- | ----- | ------------------------- | -------- | -------- |
| 1º Agosto       | 5–10  | Petro Atlético Luanda     | 3–3      | 2–7      |
| Juventude Viana | 0–10  | Sagrado Coração de Jesus  | 0–5      | 0–5      |
| Exército        | 2–17  | Académica Clube de Luanda | 1–9      | 1–8      |

## Grupo Final
| Time                      | J | V | E | D | GP | GC | SG  | Pts |
| ------------------------- | - | - | - | - | -- | -- | --- | --- |
| Petro Atlético Luanda     | 4 | 2 | 2 | 0 | 11 | 7  | +4  | 8   |
| Académica Clube de Luanda | 4 | 2 | 1 | 1 | 17 | 9  | +8  | 7   |
| Sagrado Coração de Jesus  | 4 | 0 | 1 | 3 | 6  | 18 | −12 | 1   |

|                           | PAL | ACL | SCJ |
| ------------------------- | --- | --- | --- |
| Petro Atlético Luanda     | —   | 3–1 | 2–0 |
| Académica Clube de Luanda | 3–3 | —   | 7–1 |
| Sagrado Coração de Jesus  | 3–3 | 2–6 | —   |

### Final
| 01.11.2014 | Petro Atlético Luanda | 1-5 | Académica Clube de Luanda | Pavilhão Cidadela |
| 18:30      |                       |     |                           |                   |

| 02.11.2014 | Académica Clube de Luanda | 4-2 | Petro Atlético Luanda | Pavilhão Namibe |
| 18:30      |                           |     |                       |                 |

| Académica Clube de Luanda (1º) |
|                                |

## Ligações Externas

### Sítios Angolanos
- Federação Angolana de Hóquei Patins
- Petro de Luanda
- Primeiro de Agosto
- jornaldosdesportos
- ANGOP, Angência Angola Press com atualidade do Hóquei Patins neste País

### Internacional
- Ligações ao Hóquei em todo o Mundo
- Mundook-Actualidade Mundial do Hóquei Patinado
- desporto.sapo